# Los Baraja
Los Baraja est un groupe de punk rock argentin, originaire de La Plata. Il est formé en 1981 et séparé en en 1984. Sans même avoir sorti d'album studio, il est considéré comme l'un des premiers groupes pionniers du mouvement punk rock en Argentine.

## Biographie
Le groupe est formé par le journaliste Marcelo Montolivo (guitare), Marcelo Pocavida (voix), un musicien surnommé Trash (batterie) et Alejandro Rico (basse). Son style musical est comparé à celui des groupes Sex Pistols, Dead Boys et The Damned. 
En 1988, alors que le groupe est déjà dissous, plusieurs de ses morceaux apparaissent dans la compilation Invasión 88, qui fait démarrer plusieurs groupes néophytes à cette époques tels que Attaque 77, Flema, et Comando Suicida. Les morceaux qui y paraissent sont notamment Juntando tropas, Operación ser humano, Estamos juntos, Punks, Dueños del mundo de hoy.
Après la séparation du groupe, Pocavida intègre plusieurs groupes underground tels que Muerte Civi', Anti Nasty, Cadáveres de Niños et Star Losers. Pour sa part, Montolivo forme son propre groupe appelé Vudú, et à partir de 1985, Celeste et Celeste y La Generación, avec Celeste Carballo. En 1994, il rejoint Los Visitantes, avec qui il enregistre l'album En caliente, et des chansons publiées sur des compilations. En 2001, il rejoint Medusa, avec qui il édite A dos pasos del cielo en 2004. Par la suite, Montolivo sera reconnu coupable d'abus sexuels sur sa belle-fille et condamné en 2014 à huit ans de prison. Il s'échappera, sera poursuivi par Interpol) et purgera sa peine par la suite.